# Nawal El Moutawakel
Nawal El Moutawakel (Amazigh: Nawal Lmutawakkil; tiếng Ả Rập: نوال المتوكل; sinh ngày 15 tháng 4 năm 1962 tại Casablanca) là một cựu vận động viên Maroc, người đã giành chiến thắng trong sự kiện vượt rào 400 mét của phụ nữ tại Thế vận hội Mùa hè 1984, qua đó trở thành nữ Hồi giáo đầu tiên sinh ra trên lục địa châu Phi để trở thành nhà vô địch Olympic. Cô cũng là người Ma-rốc đầu tiên và là người phụ nữ đầu tiên từ một quốc gia đa số Hồi giáo giành huy chương vàng Olympic. Năm 2007, El Moutawakel được bầu làm Bộ trưởng Thể thao trong nội các sắp tới của Maroc.

## Đời sống
Mặc dù cô là một người chạy bộ khá thành công, nhưng chiến thắng của El Moutawakel, người học tại Đại học bang Iowa  vào thời điểm đó, là một bất ngờ. Quốc vương Hassan II của Ma-rốc gọi điện cho El Moutawakel để chúc mừng, và ông tuyên bố rằng tất cả các cô gái sinh ra vào ngày chiến thắng của cô sẽ được đặt tên để vinh danh cô. Huy chương của cô cũng có nghĩa là sự đột phá cho phụ nữ thể thao ở Maroc và các quốc gia chủ yếu là Hồi giáo.
Cô ấy là người tiên phong cho các vận động viên Hồi giáo và Ả Rập ở chỗ cô ấy đã đặt ra niềm tin từ lâu rằng phụ nữ có hoàn cảnh như vậy không thể thành công trong môn điền kinh.
Năm 1993 cô bắt đầu chạy cho vui, 5 km chạy cho phụ nữ ở Casablanca đã trở thành cuộc đua phụ nữ lớn nhất được tổ chức tại một quốc gia Hồi giáo, có tới 30.000 người đến chạy.
Năm 1995, El Moutawakel trở thành thành viên hội đồng của Hiệp hội Liên đoàn điền kinh quốc tế (IAAF), và năm 1998, cô trở thành thành viên của Ủy ban Olympic quốc tế (IOC).
El Moutawakel là thành viên  của Ủy ban Olympic quốc tế, và cô là chủ tịch ủy ban đánh giá cho việc lựa chọn thành phố đăng cai cho Thế vận hội Olympic mùa hè 2012 và 2016. Từ năm 2012, cô là Phó chủ tịch của IOC.
Năm 2006, El Moutawakel là một trong tám người mang cờ Olympic tại Lễ khai mạc Thế vận hội mùa đông năm 2006 tại Torino, Ý. Vào ngày 26 tháng 7 năm 2012, cô mang theo ngọn đuốc Olympic qua Westminster, London, cho Thế vận hội London.
El Moutawakel cũng là một trong những đại sứ của Maroc đấu thầu FIFA World Cup 2026.

## Giải đấu quốc tế
| Năm                | Giải đấu              | Địa điểm                   | Thứ hạng           | Nội dung           | Chú thích          |
| Representing Maroc | Representing Maroc    | Representing Maroc         | Representing Maroc | Representing Maroc | Representing Maroc |
| ------------------ | --------------------- | -------------------------- | ------------------ | ------------------ | ------------------ |
| 1979               | Mediterranean Games   | Split, Yugoslavia          | 6th                | 100 m              | 12.13              |
| 1979               | Mediterranean Games   | Split, Yugoslavia          | 5th                | 200 m              | 24.64              |
| 1981               | Arab Championships    | Tunis, Tunisia             | 1st                | 100 m              | 11.86              |
| 1981               | Arab Championships    | Tunis, Tunisia             | 1st                | 200 m              | 24.30              |
| 1981               | World Cup             | Rome, Italy                | 8th                | 100 m              | 11.921             |
| 1981               | World Cup             | Rome, Italy                | 7th                | 4x100 m relay      | 46.151             |
| 1982               | African Championships | Cairo, Egypt               | 2nd                | 100 m              | 11.7               |
| 1982               | African Championships | Cairo, Egypt               | 1st                | 100 m hurdles      | 13.8               |
| 1982               | African Championships | Cairo, Egypt               | 1st                | 400 m hurdles      | 58.42              |
| 1983               | Maghreb Championships | Casablanca, Morocco        | 1st                | 200 m              | 24.0               |
| 1983               | Maghreb Championships | Casablanca, Morocco        | 1st                | 100 m hurdles      | 13.4               |
| 1983               | Maghreb Championships | Casablanca, Morocco        | 1st                | 400 m hurdles      | 58.5               |
| 1983               | World Championships   | Helsinki, Finland          | 33rd (h)           | 100 m hurdles      | 14.85              |
| 1983               | World Championships   | Helsinki, Finland          | 12th (sf)          | 400 m hurdles      | 57.10              |
| 1983               | Mediterranean Games   | Casablanca, Morocco        | 1st                | 400 m hurdles      | 56.59              |
| 1984               | African Championships | Rabat, Morocco             | 1st                | 200 m              | 23.93              |
| 1984               | African Championships | Rabat, Morocco             | 1st                | 400 m hurdles      | 56.01              |
| 1984               | Olympic Games         | Los Angeles, United States | 1st                | 400 m hurdles      | 54.61              |
| 1985               | African Championships | Cairo, Egypt               | 1st                | 400 m hurdles      | 56.00              |
| 1985               | Universiade           | Kobe, Japan                | 3rd                | 400 m hurdles      | 55.59              |
| 1985               | World Cup             | Canberra, Australia        | 4th                | 400 m hurdles      | 56.051             |
| 1985               | World Cup             | Canberra, Australia        | 7th                | 4x400 m relay      | 3:36.861           |
| 1987               | Universiade           | Zagreb, Yugoslavia         | 1st                | 400 m hurdles      | 55.21              |
| 1987               | Arab Championships    | Algiers, Algeria           | 1st                | 200 m              | 24.33              |
| 1987               | Arab Championships    | Algiers, Algeria           | 1st                | 400 m              | 54.28              |
| 1987               | Arab Championships    | Algiers, Algeria           | 1st                | 400 m hurdles      | 59.93              |
| 1987               | World Championships   | Rome, Italy                | 18th (h)           | 400 m hurdles      | 57.21              |
| 1987               | Mediterranean Games   | Latakia, Syria             | 1st                | 400 m hurdles      | 56.28              |

1 Đại diện cho Châu Phi